# البؤساء (فلم 1944)
البؤساء فيلم مصري إنتاج 1944 استند على رواية فيكتور هوجو الشهيرة البؤساء، وأسند المخرج كمال سليم البطولة لكل من أمينة رزق، عباس فارس، وزكي رستم، سراج منير، فاخر فاخر، ليلى فوزي.

## القصة
يتناول الفيلم معالجة مصرية مقتبسة عن الرواية الشهيرة (البؤساء) لفيكتور هوجو. حيث يدخل الشرقاوي (عباس فارس) إلى السجن بسبب قيامه بالسرقة نتيجة لفقره الشديد وتتضاعف المدة نتيجة ثورته على الظلم في السجن. ويهرب الشرقاوي من الضابط فهيم (سراج منير) ويكافح حتى يكون ثروة كبيرة ويصبح اسمه عبد الفتاح باشا شريف (أي بدل جان فالجان) ويستخدم ماله في مساعدة الفقراء. ويتبنى عبد الفتاح طفلة ويرعاها بعد وفاة أمها، ولكن الماضي يأبى إلا أن يعود لمطاردته. حيث يراه الضابط ويتذكره ويبدا بمطاردته مرة أخرى.

## الممثلون
| - عباس فارس: الشرقاوي المجرم/ ثم عبد الفتاح باشا شريف - أمينة رزق: درية - سراج منير: الضابط فهيم - فاخر فاخر: وكيل النيابة العمومية - سعاد حسين: سعاد الكبيرة - بشارة واكيم: صديق عبد الفتاح باشا - عبد العزيز خليل: صاحب لوكاندة في السنجابية ثم رئيس العصابة - رياض القصبجي: أحد أفراد العصابة | - عبد المنعم إسماعيل: أحد أفراد العصابة - ليلى فوزي: كوثر أخت فتحى - عزيزة بدر: مُدرسة - فيكتوريا حبيقة: مُدرسة - سيد سليمان - ثريا فخري: مديرة المدرسة - لطفية نظمي: خديجة - شافية أحمد: غناء | - سامية جمال: المغنية بصوت شافية أحمد في حفل الطفولة المشردة - محمود رضا - زينات صدقي: زميلة درية - عبد الحميد زكى - أحمد الحداد: زلطة أحد المساجين مع الشرقاوي - صفية حسين: سعاد الصغيرة - حسن فايق: أحد المساجين مع الشرقاوي |

## روابط خارجية
- مقالات تستعمل روابط فنية بلا صلة مع ويكي بيانات